# Алиса Сакс-Кобург-Готска
Алиса (Алиса Мод Мери) Великобрита́нска, великата херцогиня на Хесен и Рейн (на немски: Alice Maud Mary von Großbritannien und Irland; на английски: Alice Maud Mary of the United Kingdom; *25 април 1843, Бъкингамски дворец; † 14 декември 1878, Дармщат) е член на Британското кралско семейство, дъщеря е на кралица Виктория (1819 – 1901) и Алберт фон Сакс-Кобург-Гота (1819 – 1861). Тъща е на последния руски император Николай II.

## Фамилия
През юли 1862 г. принцеса Алиса се омъжва за принца на Хесен, Лудвиг IV (12 септември 1837 – 13 март 1892), велик херцог на Хесен и при Рейн (1877 – 1892). От този брак се раждат седем деца:
- Виктория (5 април 1863 – 24 септември 1950), съпруга на Лудвиг Александър фон Батенберг (1854 – 1921)
- Елизавета Фьодоровна (Ела) (1 ноември 1864 – 18 юли 1918), съпруга на руския княз Сергей Александрович (1857 – 1905)
- Ирена (11 юли 1866 – 11 ноември 1953), съпруга на принц Хайнрих Пруски (1862 – 1929), син на крал Фридрих III
- Ернст Лудвиг (25 ноември 1868 – 9 октомври 1937), последният велик херцог на Хесен и при Рейн, женен I. за Виктория Мелита фон Саксония-Кобург и Гота (1876 – 1936), II. за Елеонора фон Золмс-Хоензолмс-Лих (1871 – 1937)
- Фридрих Вилхелм Август Виктор Леополд Лудвиг (7 октомври 1870 – 29 май 1873), умира от падане от прозорец
- Аликс (6 юни 1872 – 17 юли 1918), съпруга на последния руски император, Николай II (1868 – 1918)
- Мари Леополдина Виктория Феодора (24 май 1874 – 16 ноември 1878), умира от дифтерит

- Принцеса Алиса
- Алиса с нейния съпруг и децата им, 1876